# 米列娃·馬利奇
米列娃·馬利奇 （1875年12月19日—1948年8月4日），塞尔维亚物理学家与數学家，著名物理学家阿尔伯特·爱因斯坦第一任妻子。阿爾伯特·愛因斯坦于瑞士苏黎世联邦理工学院学习时，其為班上唯一一位女同学，他们之间的友情转化成爱情并最终于1903年結婚。馬利奇与爱因斯坦于婚前已育有1女莉瑟兒，夭折早逝。婚後則育有2子：汉斯·爱因斯坦与愛德華·愛因斯坦。
愛因斯坦与馬利奇于1914年分居，而馬利奇帶著兒子們從柏林返回苏黎世；1919年，他們正式離婚，同年愛因斯坦再婚。當愛因斯坦于1921年獲得诺贝尔奖時，其將獎金轉移給馬利奇，用以支持他們的兒子，其自己則領取利息。1930年，愛德華約20歲時身心崩潰，被診斷為精神分裂症。1930年代晚期，愛德華所安置的照護機構費用上調，馬利奇賣出了其与愛因斯坦購置的3棟房屋中的2棟。于愛因斯坦与第二任妻子爱尔莎·爱因斯坦移民美國後，仍持續負責愛德華的照護費用。

## 生平
1875年12月19日，米列娃出生於奧匈帝國蒂泰爾（今塞爾維亞境內）的一個富裕家庭，為米洛什·馬利奇（Miloš Marić，1846年─1922年）與瑪里加·魯茲克-馬利奇（Marija Ružić-Marić，1847年─1935年）3個女兒中的長女。在米列娃出生後的極短時間內，她的父親結束了他的軍旅生涯，並於魯馬的法庭內任職，隨後轉任至薩格勒布。
1886年，米列娃於諾威薩的一所女子中學，開始她的中等教育生涯；但隔年就轉學至斯雷姆斯卡米特羅維察。1890年年初，米列娃於沙巴茨的皇家塞爾維亞文法學校就讀。1891年，米列娃的父親獲得特別許可，讓米列娃進入薩格勒布的一所全男子皇家古典中學就讀，成為該校私人學生。1892年，米列娃通過入學考試，升等進入10年級。1894年2月，她獲得了物理獎學金的特殊名額，並於1894年通過期末考，且數學與物理成績為全校最高分。當年，米列娃得了重病，並決定移居瑞士；9月14日，她開始在蘇黎世的女子中學就學。1896年，米列娃通過了畢業會考，並於當年秋季進入蘇黎世大學主修醫學。
1896年秋季，米列娃轉學至蘇黎世聯邦理工學院，通過數學入學考試，平均分數為4.25分（分數範圍1─6分）。

## 物理學上的角色

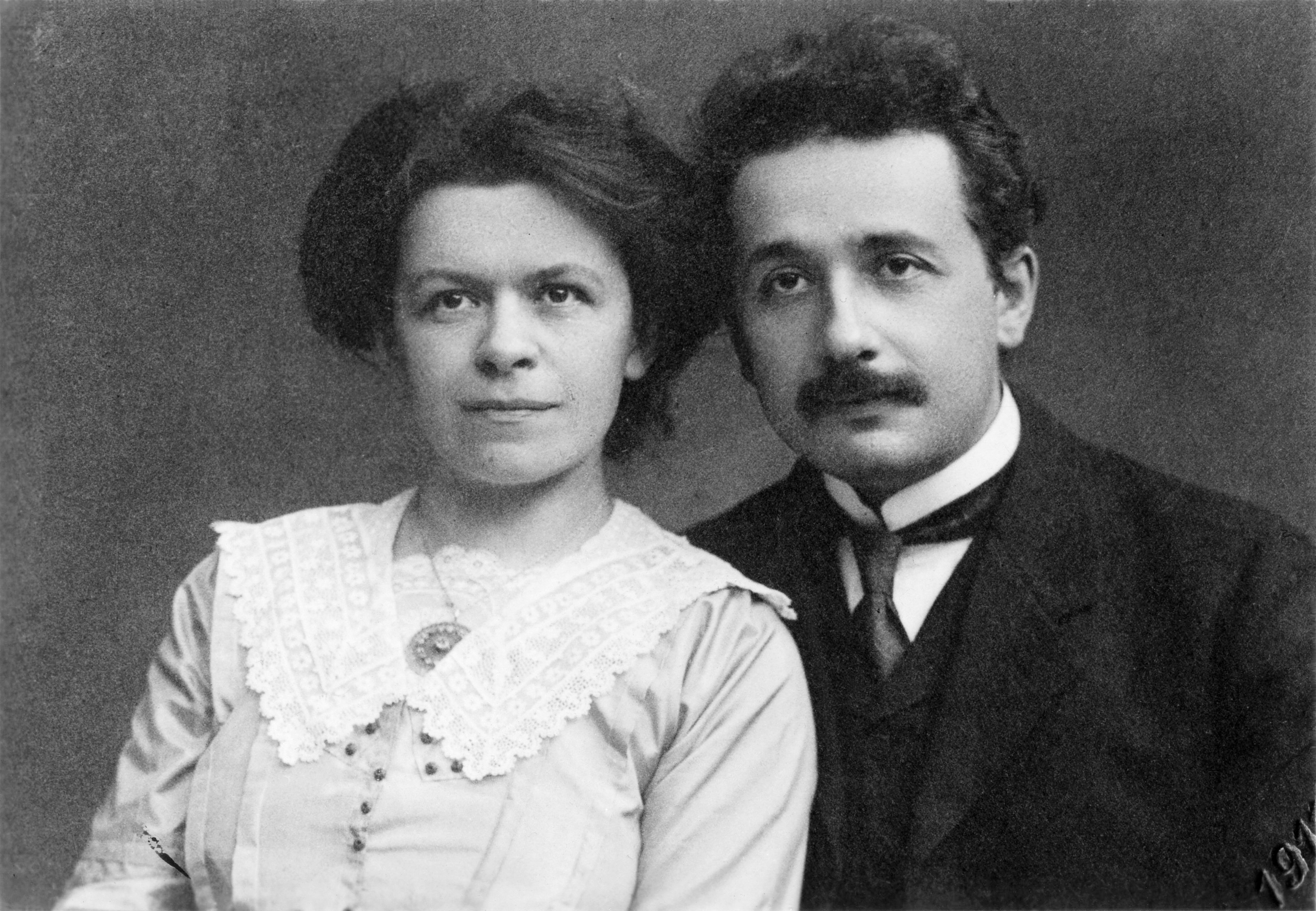
1912年的米列娃與愛因斯坦

米列娃是否對於愛因斯坦的研究，尤其是在愛因斯坦奇蹟年中產生貢獻，成為一項具有爭論性的主題。其中，物理歷史學家們的共識認為，米列娃並沒有在這當中產生貢獻。部分學者認為她在科學研究當中是一位支持與扶持的角色，並可能在愛因斯坦的研究中幫助良多。

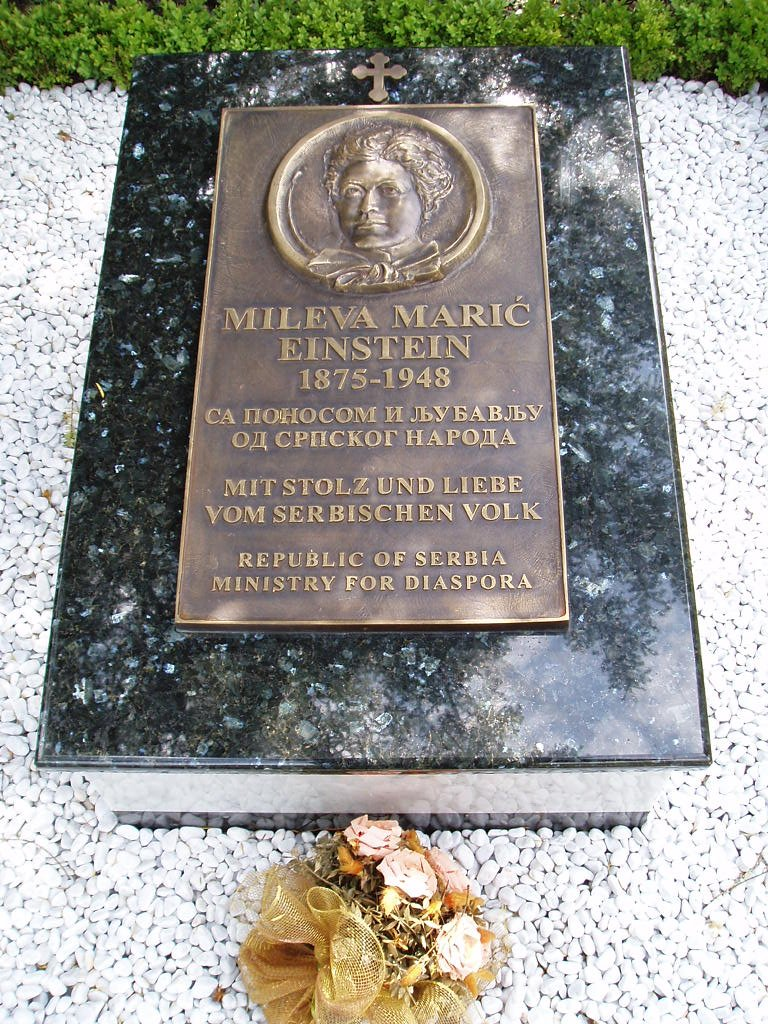
苏黎世诺德海姆公墓的纪念墓碑

## 荣誉

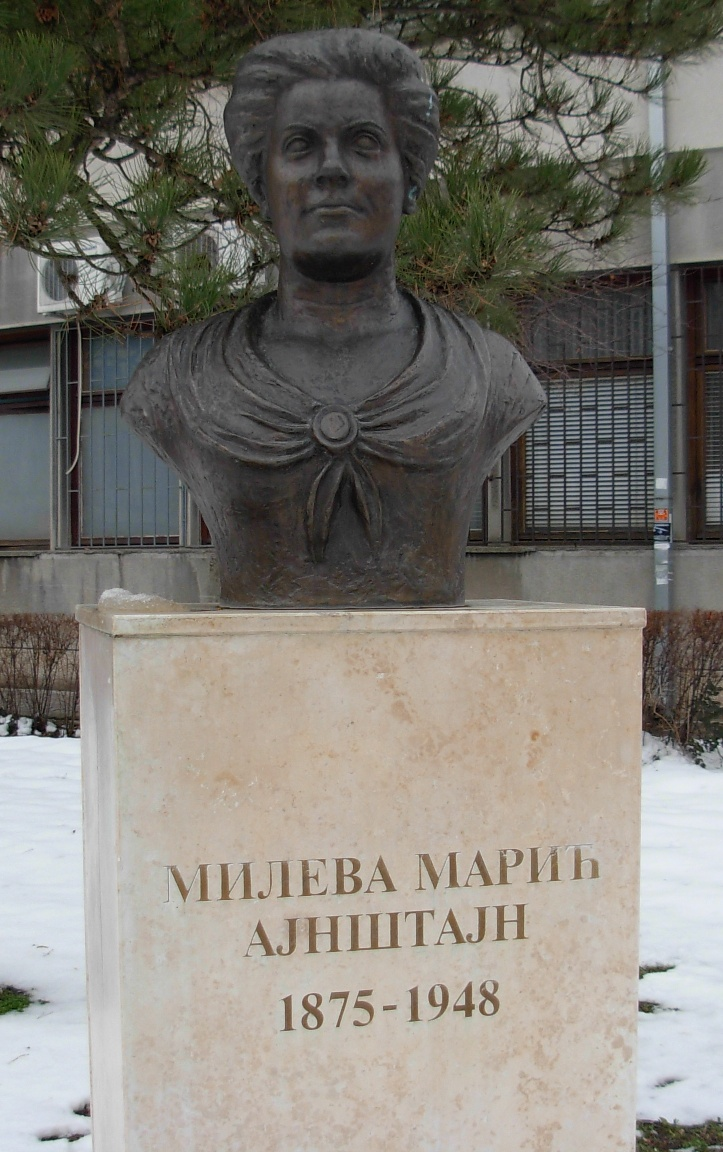
Bust on the campus of the University of Novi Sad

2005年，马里奇在苏黎世获得了苏黎世联邦理工学院和Gesellschaft zu Fraumünster的荣誉。一块纪念牌匾揭幕在她在苏黎世的故居，赫滕斯特拉斯62号房子，以纪念她。 同年，在她的高中城，斯雷姆斯卡-米特罗维察也出现了半身像。另一座半身像位于诺维萨德大学校园内。她出生地的一所高中以她的名字命名。 在她去世60年后，一块纪念牌被安放在她去世的祖里希前诊所的房子上。2009年6月，在祖里希的诺德海姆公墓为她献上了一块纪念墓碑。
1995年，贝尔格莱德的Narodna knjiga出版了Politika的记者Dragana Bukumirović（用塞尔维亚语）Mileva MarićAjnštajn。
2002年，米尔塔尼娃被翻译成英语，后来在1998年被翻译成戏剧。 奥涅诺维奇后来将该剧改编为歌剧《米列娃》（Mileva）的歌词，该剧由亚历山德拉·维雷巴洛夫作曲，2011年在诺维萨德的塞尔维亚国家剧院首演。

## 外部連結
- Tesla Memorial Society of New York Website Mileva Maric-Einstein （页面存档备份，存于）
- PBS website: Einstein's Wife. The Life of Mileva Maric Einstein （页面存档备份，存于）
- Michael Getler: Einstein's Wife: The Relative Motion of 'Facts' （页面存档备份，存于） PBS Ombudsman; The Ombudsman Column, December 15, 2006
- The Einstein Controversy. Letter by Gerald Holton, Robert Schulmann, John Stachel December 17, 2008
- Robert Dünki, Anna Pia Maissen: «…damit das traurige Dasein unseres Sohnes etwas besser gesichert wird» Mileva und Albert Einsteins Sorgen um ihren Sohn Eduard (1910–1965). Die Familie Einstein und das Stadtarchiv Zürich （页面存档备份，存于） In: Stadtarchiv Zürich. Jahresbericht 2007/2008. (German)
- Thomas Huonker: Diagnose: «moralisch defekt» Kastration, Sterilisation und «Rassenhygiene» im Dienst der Schweizer Sozialpolitik und Psychiatrie 1890-1970. «Er versank immer mehr in Apathie und Untätigkeit» Prominente als Patienten, Zürich 2003, p. 204ff. （页面存档备份，存于） (German)